# Sciades minutus
Sciades minutus är en skalbaggsart som först beskrevs av Fisher 1936.  Sciades minutus ingår i släktet Sciades och familjen långhorningar. Inga underarter finns listade i Catalogue of Life.